# Trei kilometri până la capătul lumii
Trei kilometri până la capătul lumii è un film del 2024 diretto da Emanuel Pârvu.

## Trama
Adi è un diciassettenne che sta trascorrendo le vacanze estive nel suo villaggio natale sul delta del Danubio. Una notte, subisce una brutale aggressione omofoba e, in seguito a ciò, i suoi genitori non riescono più a vederlo allo stesso modo e tutti gli abitanti del paese gli voltano le spalle.

## Distribuzione
Il film è stato presentato in anteprima il 17 maggio 2024 al 77º Festival di Cannes.

## Accoglienza
Aldo Spiniello di Sentieri Selvaggi dà al film un punteggio di 2,8 stelle su 5 e scrive che "Il cineasta rumeno si pone chiaramente nella scia della nuova onda rumena, di cui tra l’altro è un volto abituale. Ma sembra ancora alla ricerca di una forma personale".

## Riconoscimenti
- 2024 - Festival di Cannes[1][4]
  - Queer Palm
  - In concorso per la Palma d'oro
- 2024 – European Film Awards[5][6]
  - University Film Award